# Los Conquistadores (Argentina)
Los Conquistadores es un municipio distribuido entre los distritos Tatutí y Atencio del departamento Federación, en el norte de la provincia de Entre Ríos, Argentina. El ejido del municipio comprende la localidad del mismo nombre y un área rural. Se encuentra en una zona de producción ganadera y arrocera, rodeado de grandes estancias, a 232 km en línea recta de la ciudad de Paraná, capital de la provincia.
La población de la villa, es decir sin considerar el área rural, era de 920 personas en 1991 y de 1047 en 2001. El censo 2010 contó para el municipio 1287 habitantes.
Los Conquistadores se encuentra sobre la cuchilla de Montiel en la divisoria de aguas de las cuencas de los ríos Paraná, Gualeguay y Uruguay. El arroyo Tases, afluente del arroyo Feliciano de la vertiente del Paraná, el arroyo Fortuna, de la vertiente del Gualeguay, y el arroyo Torres, afluente del río Mocoreta de la vertiente del Uruguay, nacen en sus inmediaciones y drenan la localidad.
Los Conquistadores se halla en la intersección de la ruta provincial 2 y la Ruta Nacional 127. El desactivado ramal Diamante - Crespo - Federal - Curuzú Cuatiá del Ferrocarril General Urquiza atraviesa la localidad. La localidad cuenta con una escuela primaria, una secundaria de orientación agrotécnica y una biblioteca popular.

## Historia
Su nombre original desde 1926 fue Villa Herminio J. Quiróz, pero fue desplazado por el de su estación ferroviaria: estación Los Conquistadores (inicialmente llamada Km 80). 
Un consejo vecinal rural fue creado de acuerdo al Código Rural el 14 de octubre de 1971, y fue suplantado por una junta de gobierno el 22 de octubre de 1973 mediante el decreto n.º 2417/73.
El 26 de septiembre de 2001 la Legislatura provincial sancionó la ley n.º 9360 aprobando el censo realizado y el ejido del nuevo municipio. El 1 de octubre de 2001 fue creado el municipio de 2ª categoría mediante el decreto n.º 3626/2001 MGJ del gobernador de Entre Ríos, sustituyendo a la junta de gobierno existente hasta entonces. Carlos Rubén Carcacha fue designado comisionado municipal.